# باريش إرميش
باريش إرميش (بالتركية: Barış Ermiş)‏ مواليد 3 يناير 1985 في إسطنبول، هو لاعب كرة سلة تركي. بدأ مسيرته الاحترافية في سنة 2003. يحمل الرقم 6. يبلغ طوله 6 قدم 4 بوصة (1.9 م). حقق المركز الأول في ألعاب البحر الأبيض المتوسط 2013.

## المسيرة الاحترافية
لعب مع أنادولو إفيس من سنة 2004 إلى 2007، ثم لعب مع كارشياكا في موسم 2007–2008، ثم لعب مع تورك تيليكوم في موسم 2008–2009، ثم لعب مع بانفيت لكرة السلة في الدوري التركي من سنة 2009 إلى 2012، ثم لعب مع فنربخشة لكرة السلة من سنة 2012 إلى 2014، ثم لعب مع تورك تيليكوم في موسم 2014–2015، ثم لعب مع نادي طوفاس الرياضي في الدوري التركي في سنة 2015.

## الإنجازات
- ألعاب البحر الأبيض المتوسط 2013 -  ذهبية

## روابط خارجية
- باريش إرميش على موقع الاتحاد الدولي لكرة السلة (الإنجليزية)
- باريش إرميش على موقع الدوري الأوروبي لكرة السلة (الإنجليزية)
- باريش إرميش على موقع كرة السلة الأوروبية.كوم (الإنجليزية)
- باريش إرميش على موقع ريلجم (الإنجليزية)
- باريش إرميش على موقع بروبوليرز (الإنجليزية)
- باريش إرميش على موقع سبورتس رفرنس (الإنجليزية)